# دهستان رودبار قصران
دهستان رودبار قصران دهستانی است از توابع بخش رودبارقصران شهرستان شمیرانات در استان تهران.

## جمعیت
جمعیت این دهستان بر اساس سرشماری سال ۱۳۹۵ در حدود ۷٬۰۵۱ نفر است.

## زبان
گیتی دیهیم در کتاب بررسی خرده‌گویش‌های منطقهٔ قصران به انضمام واژه‌نامهٔ قصرانی آورده است : البته زبان رایج در لالان مانند اوشان، فشم، میگون و لواسان، کاملاً تاتی نیست و زبان مازندرانی بسیار در آن نفوذ یافته است. گویش مردم لالان به گویش روستاهای امامه، زایگان، آبنیک، گرمابدر، میگون و شمشک در قصران بسیار نزدیک است. نفوذ مازندرانی در زبان تاتی قصران به این دلیل است که قصران در گذشته تحت حاکمیت طبرستان قرار داشته اما در تقسیمات کشوری معاصر جزو استان تهران محسوب می‌شود. حسین کریمان در جلد دوم کتاب قصران کوهسران آورده است :منطقه قصران باستانی شامل مناطق اوشان، فشم، شمشک، گاجره و روستاهای کوهپایه‌ای توچال تا مناطق غربی رودخانه جاجرود. زبان عمومی مردم قصران لهجه‌ای از زبان باستانی پهلوی است که زبان طبری یا مازندرانی، که از ریشه‌ی زبانهای دیرین ایرانی است، و عربی و اندکی ترکی، بدان درآمیخته و از زبان دری نیز در قرون اسلامی تاثیر یافته است، و هر چه از ری به مازندران نزدیک تر شوند بر میزان لهجه‌ی مازندرانی به همان نسبت افزوده می‌شود، چنانکه در لهجه‌ی میگون و شهرستانک و لالان و زایگان و روته و گرمابدر و شمشک و دربندسر لهجه‌ی مازندرانی  غلبه دارد .

## تقسیمات کشوری (روستاهای دهستان)
- آبنیک
- آهار
- ایگل
- امامه
- امین آباد
- باغ گل
- پس قلعه
- حاجی‌آباد
- حدادیه
- دره جوزار
- روته
- رودک
- زایگان
- زردبند
- کلوگان
- کمرخانی
- گرمابدر
- لالان

## تفاوت رودبارقصران با قصران
رودبار در زبان فارسی به معنی ساحل رود است و علت نامگذاری رودبارقصران وجود سرشاخه‌های اصلی رودخانه جاجرود و امتداد آن در دره‌های رودبارقصران است. مشابه این نام در سایر دامنه‌های جنوبی رشته کوه البرز نیز وجود دارد، مانند شهرستان رودبار زیتون (منجیل)، رودبار الموت و غیره. اضافه شدن قصران به رودبار در این ترکیب اسمی از نوع اضافه تخصیصی است یعنی این منطقه رودبار که خود جزوی از اجزای دیگر منطقه بزرگ قصران است برای رفع هر تشابه اسمی با مناطق همنام(رودبار) به صورت رودبارقصران نامگذاری شده‌است و نباید آن را معادل تمام مساحت منطقه قصران دانست بلکه بخشی بالنسبه کوچک از کل قصران است. قصران که معرب کوهسران است منطقه‌ای بسیار تاریخی و وسیع بوده که شامل دو بخش درونی یا علیا و بیرونی یا سفلی بوده‌است که بخش درونی آن شامل لواسانات، رودبارقصران، بومهن، بخش جاجرود، دهستان سیاهرود تهران و بخش‌هایی از شهرستان کرج مثل آسارا، شهرستانک و دیزین بوده که در گذشته و اکنون نیز در عرف بین مردم بیشتر به لواسانات معروف بوده‌است چنان‌که محمدحسن خان صنیع الدوله از بزرگان عصر ناصری و دربار قاجار در خصوص حدود قصران علیا در کتاب مرآت البلدان می‌نویسد: «قصران علیا همین لواسانات را می‌گویند که از گردنه قوچک طرف شمال جلگه تهران که شخص سرازیر شد از رودخانه جاجرود عبور نموده سمت شمال این رودخانه اول بلوک لواسانست که بدو لواسان تقسیم شده: لواسان بزرگ و لواسان کوچک و این لواسانات را حالا هم قصران علیا می‌گویند.». بنابراین رودبار ِقصران، لواسان کوچک ِ قصران، لواسان بزرگ ِ قصران، سیاهرود ِ‌قصران و شمیران ِ قصران و غیره از اجزای قصران محسوب میگردند و اینکه گاهی رودبارقصران را با کل قصران اشتباه می‌گیرند ناشی از عدم اطلاع از تاریخ و جغرافیای قصران است. بخش بیرونی قصران شهر تهران (بجز شهرری یعنی تا سرحد دروازه غار با ری)، شهر شمیران، کن و سلوقان را شامل می‌شد. تهران (طهران) قبل از پایتخت شدن و قبل از رونق گرفتن یعنی پیش از حمله مغولان که منجر به ویرانی شهر ری و مهاجرت بازماندگان آن به تهران شد یکی از روستاهای کم‌اهمیت قصران بیرونی به حساب می‌آمده‌است.